# Centrul Sportiv Morača
Centrul Sportiv Morača (în muntenegreană: Sportski centar Morača, Спортски центар Морача) este un complex sportiv din Podgorica, Muntenegru. 
Complexul este localizat în zona nouă din Podgorica, pe malul drept al râului Morača, de la care își trage numele. Construcția a început în 1978 și variate amenajări sportive sunt împrăștiate pe suprafața a cinci hectare.

## Facilități
Amenajările de interior:
- Sală de capacitate mare (6.000)[2]
- Sală de antrenamente
- Sală pentru sporturi de contact
- Bazin de înot
- Saună
- Sală de tenis de masă
- Centru de afaceri

Amenajările de exterior:
- Trei piscine în aer liber
- Terenuri de tenis
- Terenuri de baschet, volei și handbal.

Sala de capacitate mare servește drept principala arenă sportivă acoperită din Podgorica. Este cunoscută ca gazda echipelor de baschet, volei și handbal ale clubului Budućnost.
Centrul Sportiv Morača a găzduit șase jocuri din grupele preliminare ale EuroBasket 2005. Cu această ocazie, complexul a avut parte de o modernizare majoră, pentru a îndeplini standardele impuse de FIBA. 
Odată cu imensa creștere în popularitate a poloului în Muntenegru, două piscine noi în aer liber au fost adăugate complexului sportiv în 2009, iar aici s-a desfășurat Liga Mondială de Polo FINA din același an.
Centrul Sportiv Morača nu este doar un complex sportiv, ci este și gazda a numeroase concerte și evenimente.

## Evenimente sportive găzduite
- 2012: Gala Mondială Superkombat
- 2009: Liga Mondială de Polo FINA
- 2005: FIBA EuroBasket 2005